# کتابخانه ملی الجزایر

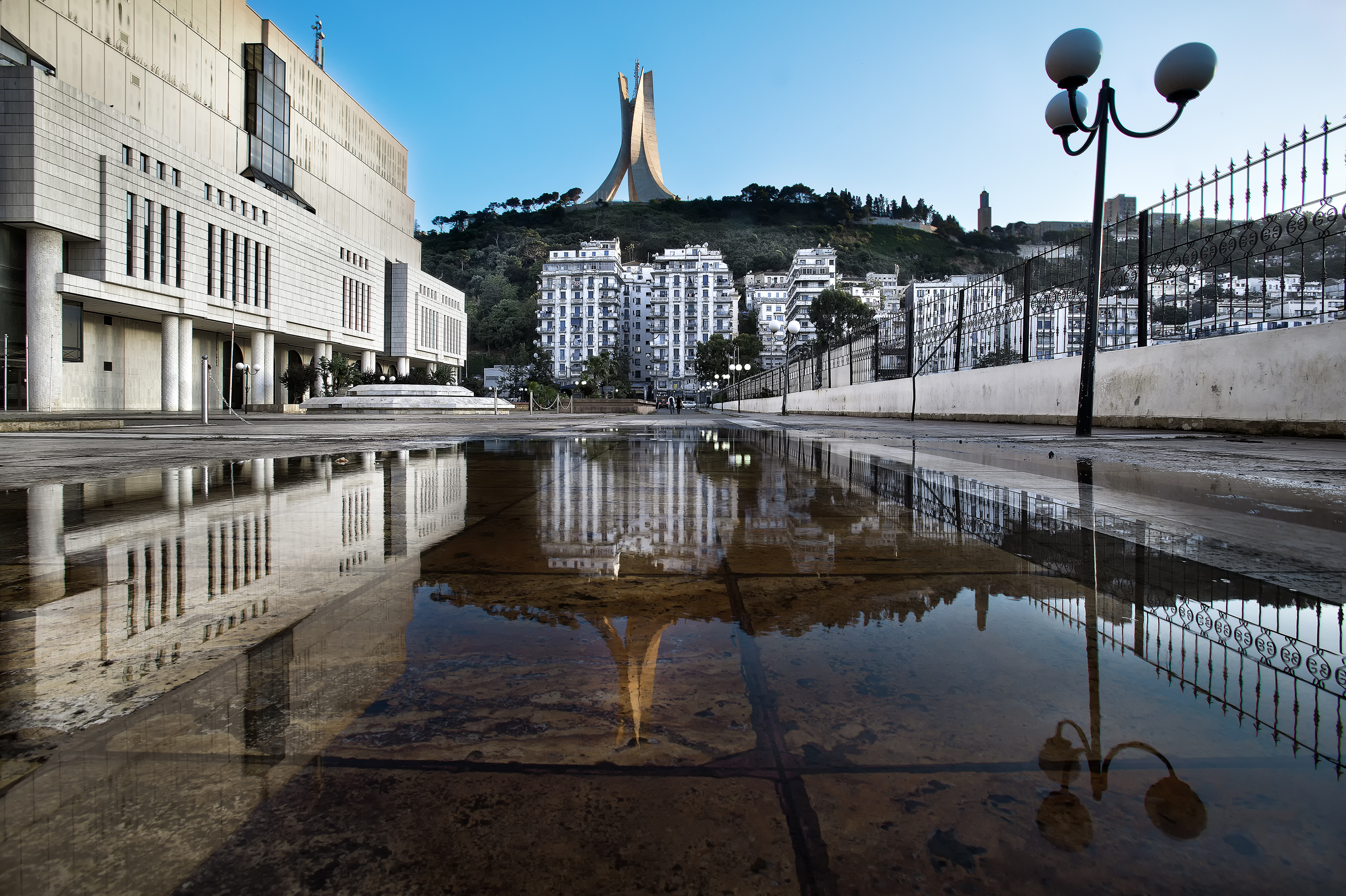
نمایی از کتابخانهٔ ملی الجزایر - ۲۰۱۴

کتابخانه ملی الجزایر (National Library Of Algeria) در سال ۱۸۳۵ به پیشنهاد نایب السلطنه الجزایر، Gentyde Bussy تأسیس شد. کتابخانه ملی قدیمی‌ترین مؤسسه فرهنگی کشور است. اولین ساختمان آن ساختمانی دولتی بود. بعد از آن چندین جابجایی داشت تا بالاخره در ۱۹۵۸ ساختمانی مخصوص کتابخانه ساخته شد.
این کتابخانه از ۱۹۸۲ وابسته به وزارت فرهنگ شده است.

## مجموعه‌های کتابخانه
اگرچه مجموعه کتابخانه در تمام زمینه‌های دانش بشری است ولی در علوم انسانی غنی تر است. دو مجموعه خصوصی بسیار قابل توجه به کتابخانه اهدا شده است. در حدود ۷۰۰۰۰ کتاب دربارهٔ تاریخ الجزایر، مراکش و تونس دارد که مجموعه مغرب نامیده می‌شود. در ۱۹۵۰ نسخ خطی تاریخ الجزایر در قرن ۱۷ و ۱۸ را از مجموعه‌های کتابخانه‌های خصوصی خریداری نمود. کتابهای چاپی تاریخ الجزایر از قرن ۱۷، ۱۸ و ۱۹، زمانیکه الجزایر یکی از مستعمرات فرانسه بود، همچنین تمام مواد چاپی بعد از ۱۹۳۰ تا زمان آزادی الجزایر به اضافه اسناد مفصلی دربارهٔ جنگ ملی آزادی، مجموعه کتابخانه را تشکیل می‌دهند.
قسمت امانت کتاب دارای مجموعه ایی حدود ۳۵۰۰۰ جلد است و سالن مطالعه آن گنجایش ۴۵۰ صندلی را دارد. قسمت نسخ خطی کتابخانه ۳۵۰۰ نسخه دارد که اکثراً به زبان عربی است و در موضوع‌های مختلفی مثل دین، قانون، دستور زبان عربی، شعر، تاریخ و جغرافیا، پزشکی، فلسفه و ستاره‌شناسی است. این نسخ مربوط به قرون ۱۱ تا ۱۳ است که به دلیل نادر بودن و تصاویر زیبا بسیار باارزش اند. به عنوان مثال می‌توان از موطا که مجموعه‌ای است از دستورهای اخلاقی که در سال ۱۱۹۴ به وسیله ابو یوسف یعقوب موحدی تهیه شده و قرآنی با خط بسیار ریز هشت گوشه‌ای و صحافی لب طلایی بسیار عالی که در سال ۱۶۰۷ به وسیله یک ایرانی به نام عماد بن ابراهیم نوشته شده است نام برد.
در سال ۱۹۵۸ مجموعه کتابخانه دارای ۴۰۰۰۰۰ جلد کتاب و ۱۲۰۰ نشریه ادواری بود. در ۱۹۸۶ کل مجموعه آن بالغ بر ۱ میلیون و چهل هزار بوده است و مراجعان به کتابخانه ۱۳۹۷۰ نفر بوده‌اند. کتابخانه دارای ۹۸۰ پیایند جاری و ۲۲۵۵ دفتر موسیقی، ۲۰۰۰ فیلم و ۴۳۴۰۰ نوار صدا و… است. کتابخانه ملی به عنوان کتابخانه واسپاری کتابشناسی ملی الجزایر را در سال ۲ بار منتشر می‌کند. علاوه بر آن کتابشناسی‌های اختصاصی نیز منتشر می‌کند. خدمات مبادله و امانت بین کتابخانه‌ای را نیز داراست در سال ۱۹۸۹ کل کارمندان آن ۱۱۶ نفر بوده است که ۲۶ نفر آن متخصص و کارشناس هستند.